# Taxema
Según el filólogo y lingüista estadounidense Leonard Bloomfield, los taxemas (taxeme, en inglés) son los rasgos simples de una estructura gramatical.
Por ejemplo, Run! estaría formada por dos taxemas: un verbo en infinitivo + un tonema exclamativo. Estos taxemas recibirían el nombre de forma táctica (tactic form).